# جائزة الأمير سلطان بن سلمان للتراث العمراني
جائزة الأمير سلطان بن سلمان للتراث العمراني جائزة تهدف للمساهمة في ترسيخ الوعي بأهمية التراث العمراني، وإلى تشجيع الباحثين والمعماريين على استلهام التراث العمراني في بحوثهم ومشروعاتهم. وقد جاءت الموافقة على إنشاء الجائزة في اللقاء السنوي التاسع للجمعية السعودية لعلوم العمران الذي عقد في 23 من شهر محرم عام 1420هـ في الرياض برعاية الأمير (الملك) سـلمان بن عبد العزيز آل سعود، وانطلقت الجائزة في دورتها الأولى عام 1425هـ (2005م). وانطلقت الجائزة في أربعة فروع هي: "جائزة مشروع التراث العمراني"، و"جائزة الحفاظ على التراث العمراني"، و"جائزة مشروع بحوث التراث العمراني"، و"جائزة الإنجاز مدى الحياة. ويشغل منصب الأمين العام للجائزة الدكتور زاهر عبد الرحمن عثمان.

## أهداف الجائزة
- إيجاد وعي مجتمعي بمفهوم العناية بالتراث العمراني المحلي والحفاظ عليه وتطويره.
- تشجيع التعامل مع التراث العمراني بوصفه منطلقاً لعمران مستقبلي أفضل ينبع من ثوابت العمران الأصيل، سواء في المملكة العربية السعودية أو في دول العالم.
- تحفيز الاهتمام بالتراث العمراني من خلال تأكيد أن التراث امتداد وأساس للتطور المستقبلي.
- نشوء تراث عمراني ذي أبعاد وطنية وبيئية واجتماعية، وذلك بتطوير أبعاد الفكر العمراني، وتأكيد عناصره وسماته التراثية الخاصة، ليصبح مدرسة لها استقلاليتها وخصوصيتها.

## فروع الجائزة
بدأت الجائزة في دورتها الأولى بأربعة فروع واستمرت كذلك في الدورة الثانية، ثم أضيفت فروع أخرى للمختصين في مجال العمران ولمشاريع الطلاب من الدورة الثالثة للجائزة.
«جائزة المهنيين» وتمنح لمشروعات المهنيين المتميزة في مجال التراث العمراني في المملكة العربية السعودية في فروع هي:
1. جائزة الإنجاز مدى الحياة.[5]
2. جائزة العناية بالمساجد التاريخية.
3. جائزة الحفاظ على التراث العمراني.
4. جائزة مشروع التراث العمراني.
5. جائزة البعد الإنساني.
6. جائزة المشروع الاقتصادي التراثي.
7. جائزة بحوث التراث العمراني.

«جائزة طلاب كليات العمارة والتخطيط» وتمنح لمشروعات طلاب كليات العمارة والتخطيط المتميزة في مجال التراث العمراني بالمملكة العربية السعودية في فروع هي:
1. جائزة الحفاظ على التراث العمراني.
2. جائزة مشروع التراث العمراني.
3. جائزة برنامج تعليم التراث العمراني.
4. جائزة بحوث التراث العمراني.[7]

## أعضاء اللجنة العليا للجائزة
يرأس اللجنة العليا للجائزة الأمير سلطان بن سلمان بن عبد العزيز، وتضم في عضويتها عدد من الشخصيات التي تعنى بالتراث العمراني. ويتغير نصف أعضاء اللجنة على الأقل كل ثلاث سنوات، وتقوم هذه اللجنة بالأشراف على أعمال الجائزة، وإقرار الترشيح النهائي للجان التحكيم، وتتكون اللجنة من أعضاء من السعودية ومن دول أخرى. كما يقوم رئيس اللجنة العليا بتعيين الأمين العام للجائزة، ويرتبط به مباشرة.